# 中国高速鉄道CRH6型電車
中国高速鉄道CRH6型電車（ちゅうごくこうそくてつどうCRH6がたでんしゃ、中文表記: CRH6型电力动车组、英文表記: China Railways CRH6）は、中国南車（現：中国中車）の青島四方機車車輛有限公司と南京浦鎮車輌有限公司が共同で研究・開発した高速鉄道車両。城際線（都市間鉄道）などの中距離用として設計され、製造企業の1つである南京浦鎮車輌有限公司からは「CINOVA」もしくは「CIPRESS」と言うブランド名が与えられている。

## 概要
2005年、国務院は広東省の珠三角城際快速軌道交通の建設計画を承認した。2009年12月、中国南車南京浦鎮城軌車輌有限責任公司と広東省の東南城際軌道交通有限責任公司が珠三角城際快速軌道交通の穂莞深城際軌道交通、莞恵城際軌道交通に、総額23億4,600万元で、車輌を提供する契約を結んだ。2011年6月、最高時速160kmのCRH6Fが、同年12月、最高時速200kmのCRH6Aが納入された。その後、2013年7月3日にようやくCRH6Fが営業運転を開始した。
これ以外に、広珠城際軌道交通では、CRH6Aがノンストップの直達列車に、CRH6Fが各駅に停車する通勤列車に使用されている。

## 種類・編成
CRH6は最高速度や用途により、5つのタイプに分けられる。
- CRH6A - 最高時速は200km/h、8両編成で定員は1488人（着席の場合は557人）。座席レイアウトは、2+2の横方向。トイレを備えている。導入路線によって扉の数や内装に差異がある。
- CRH6A-A - 最高時速は200km/h、4両編成で定員は688人[5]。
- CRH6F - 最高時速は160km/h、8両編成で定員は1998人（着席の場合は1502人）。中間車が3扉になっている。座席レイアウトやトイレは6Aと同じだが、定員や制動性能では上回る。
- CRH6F-A - 最高時速は160km/h、4両編成で定員は875人。
- CRH6S - 最高時速は140km/h、4両編成で定員は1328人。都市圏の通勤電車向けに設計されており、トイレは設置されていない[6]。

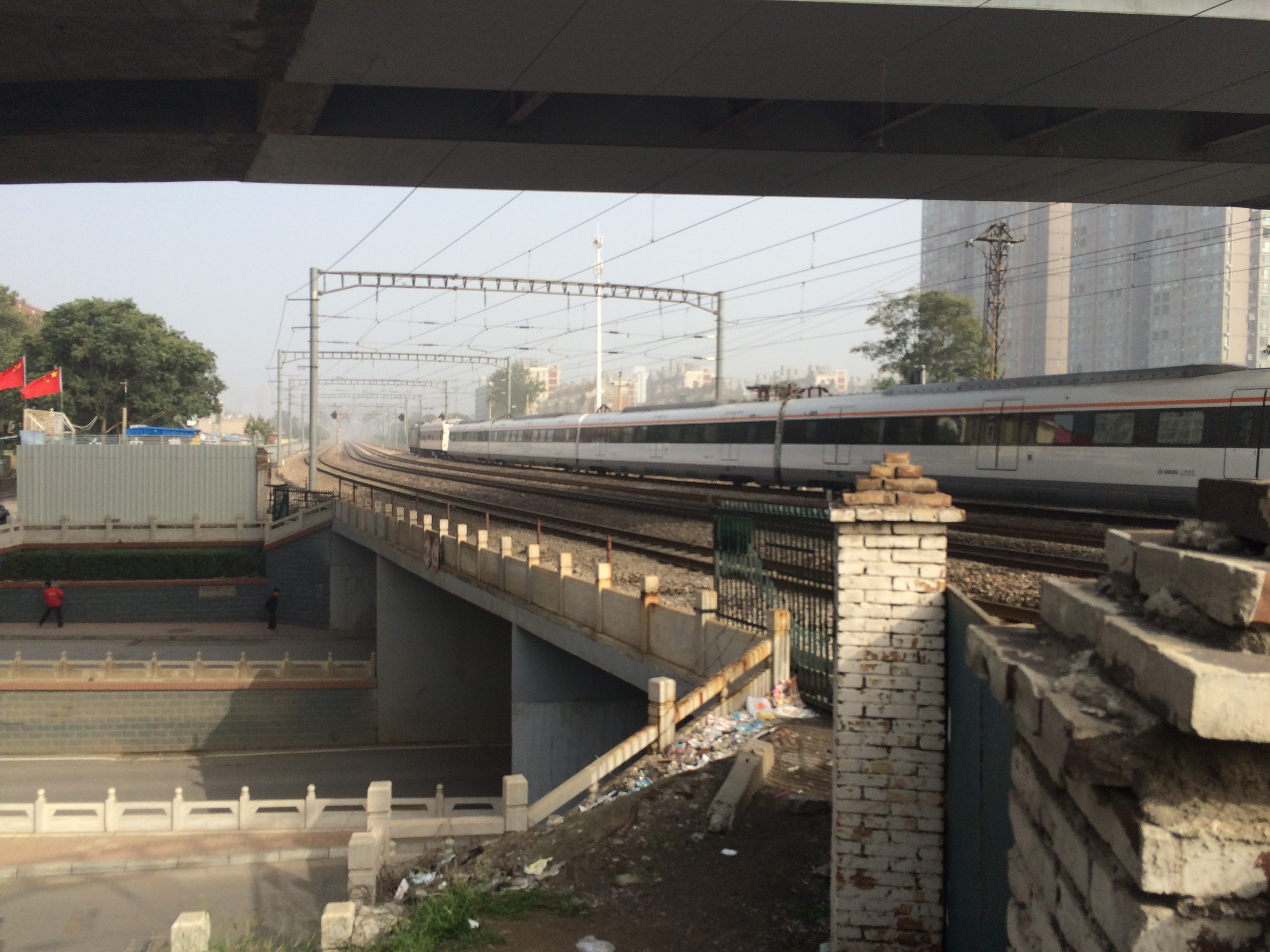
石徳石太連絡線を回送されるCRH6F
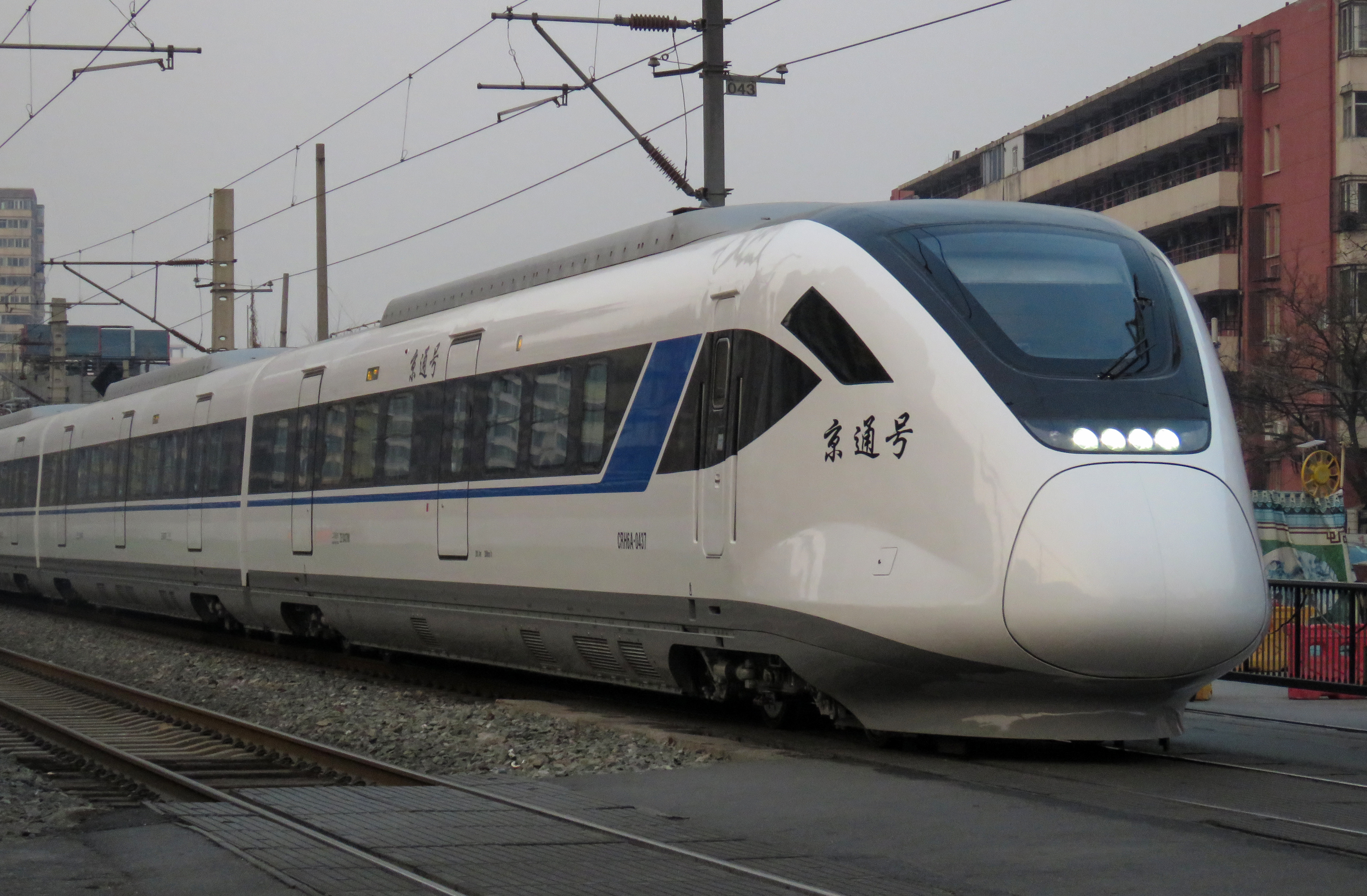
北京市郊外鉄道S1線に導入されるCRH6A
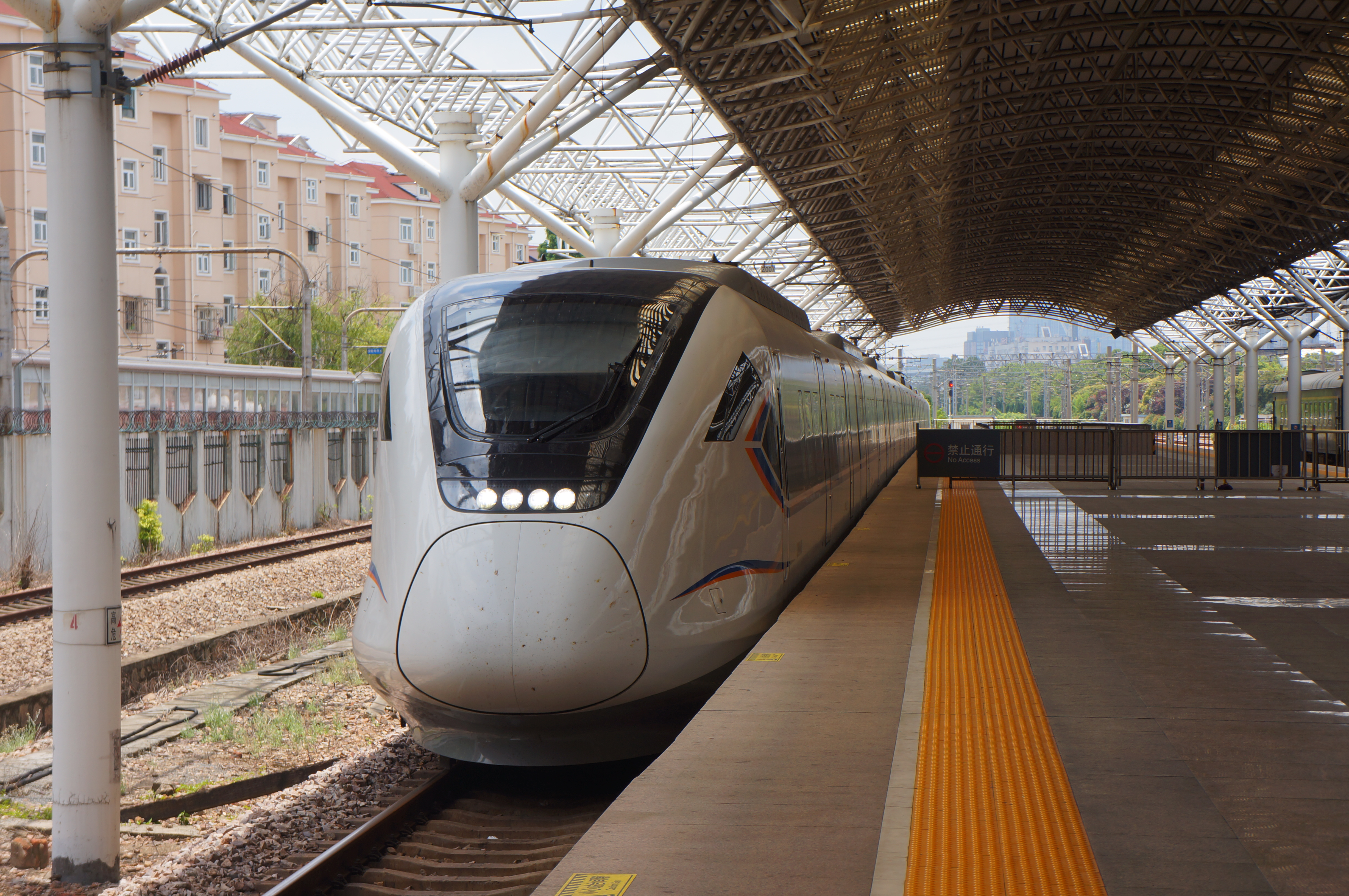
金山線を走行するCRH6A
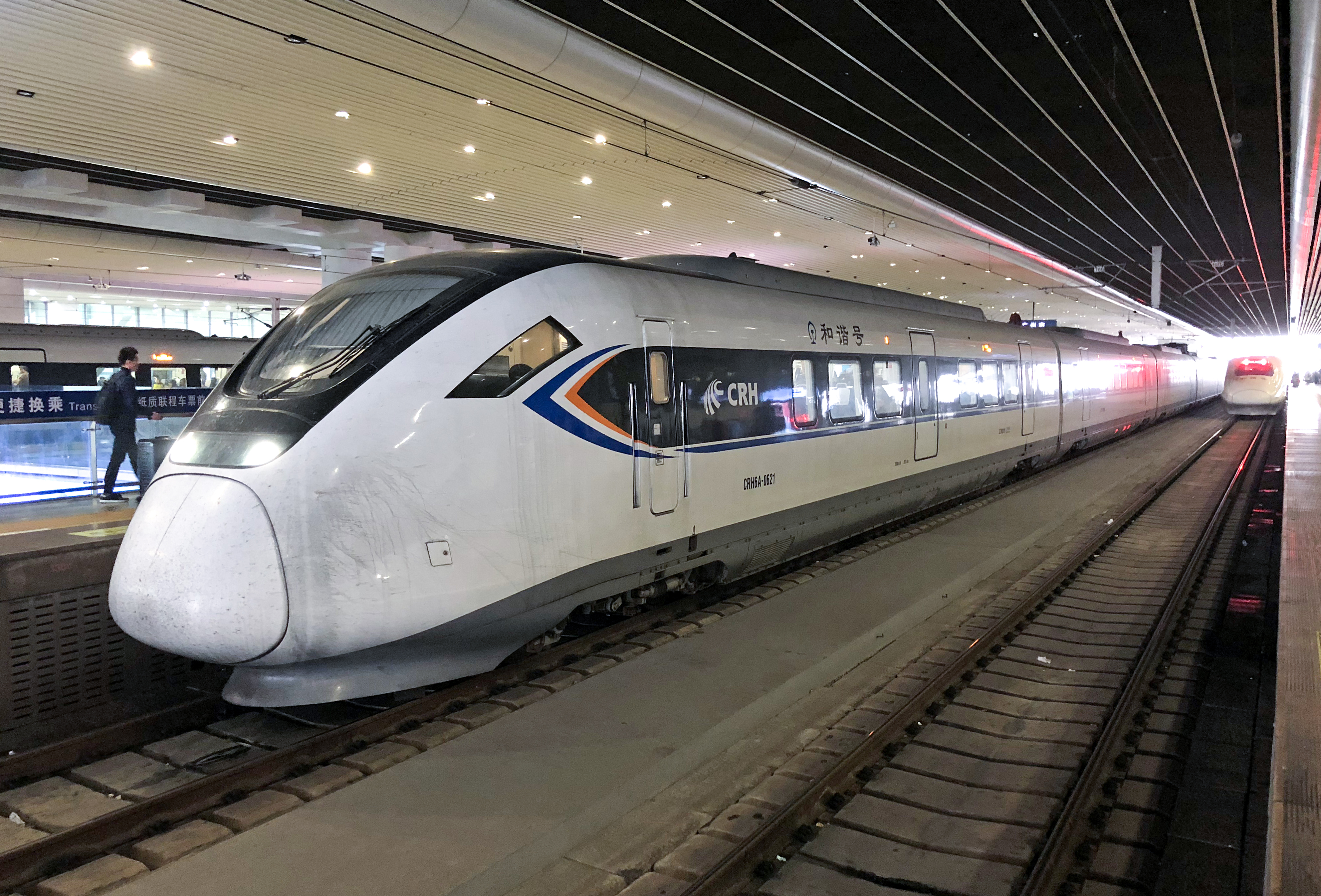
広珠都市間鉄道を走るCRH6A
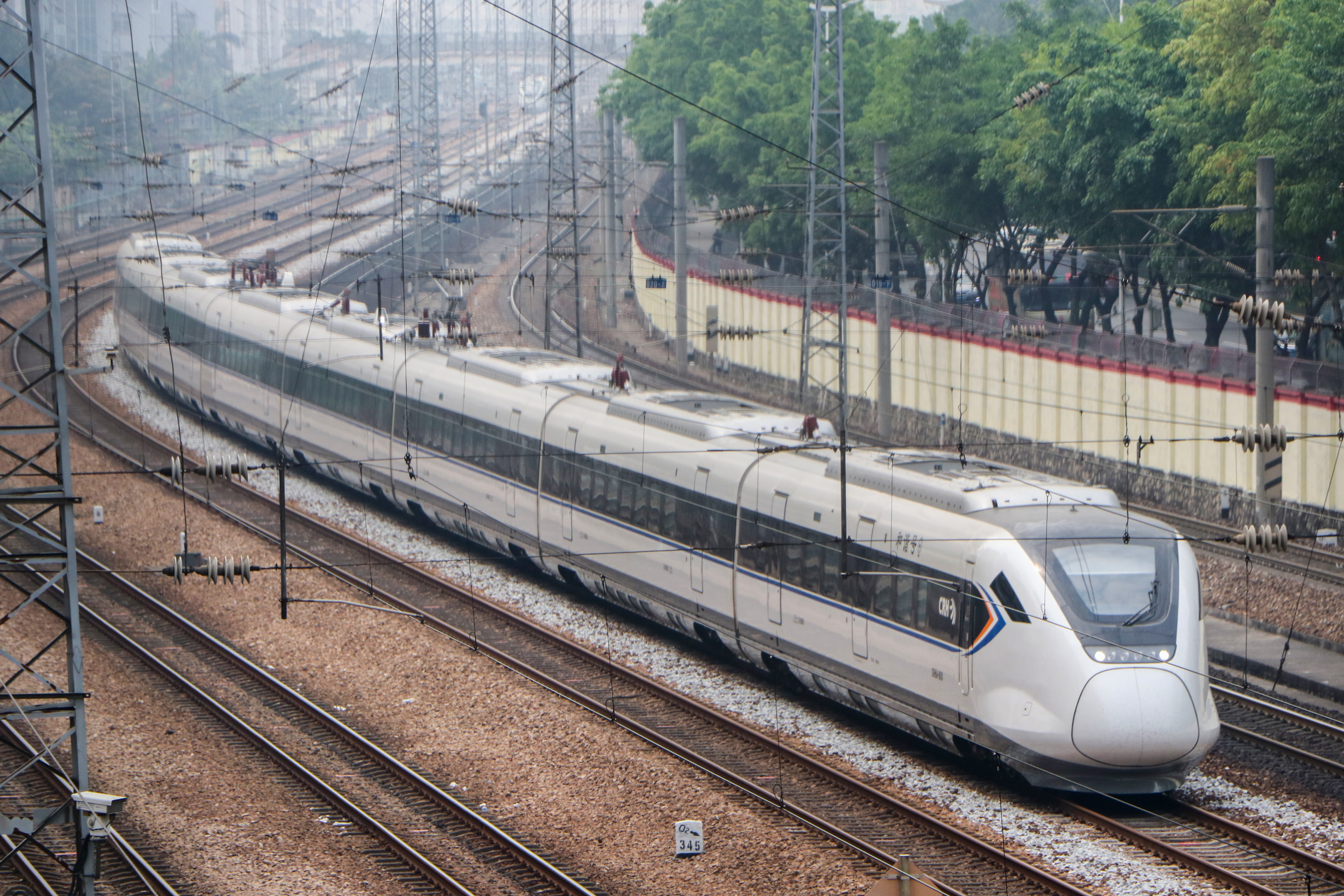
広深線で使用されているCRH6A
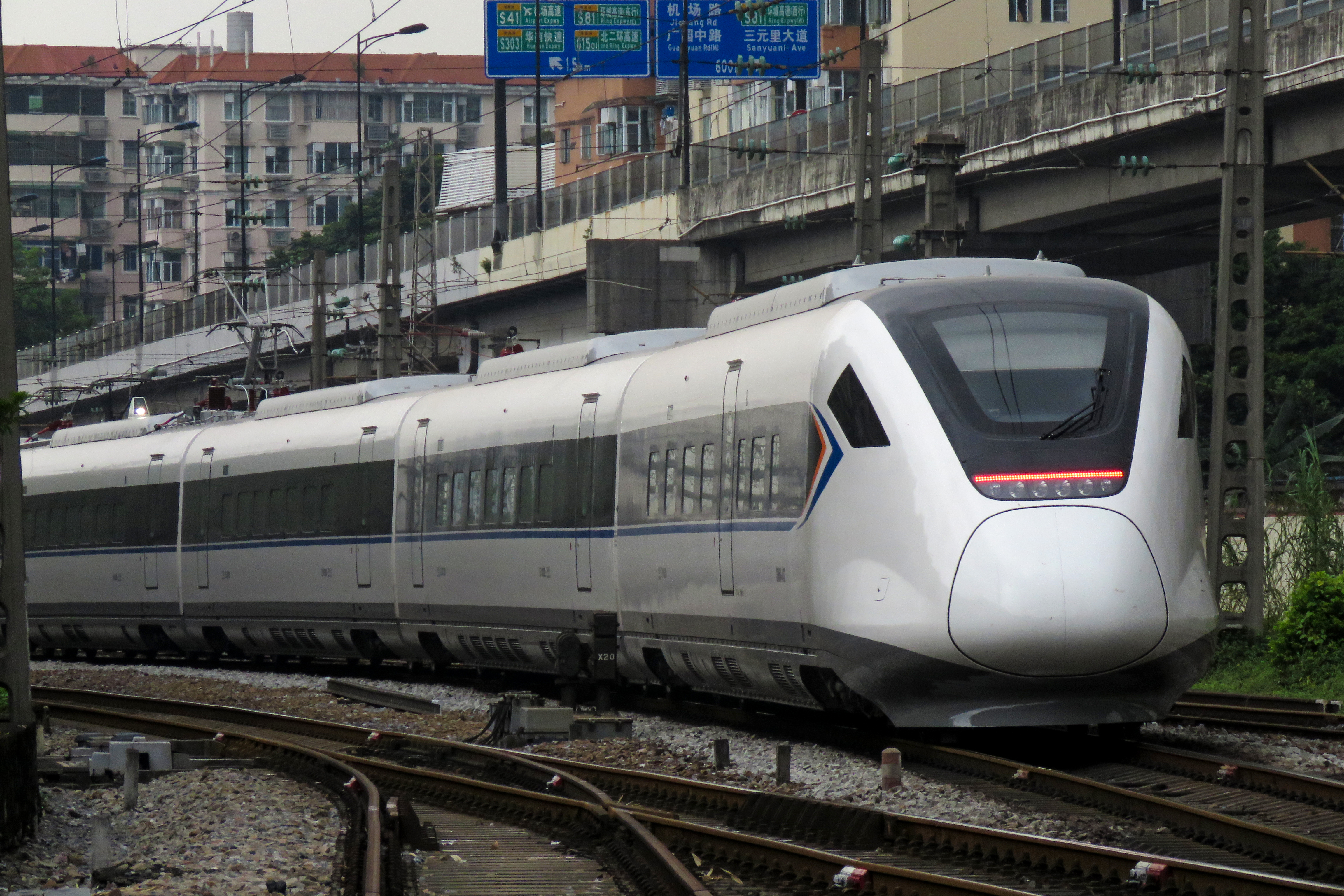
広深線用の一部編成はCRH2Aに合わせた車内レイアウトに変更されている
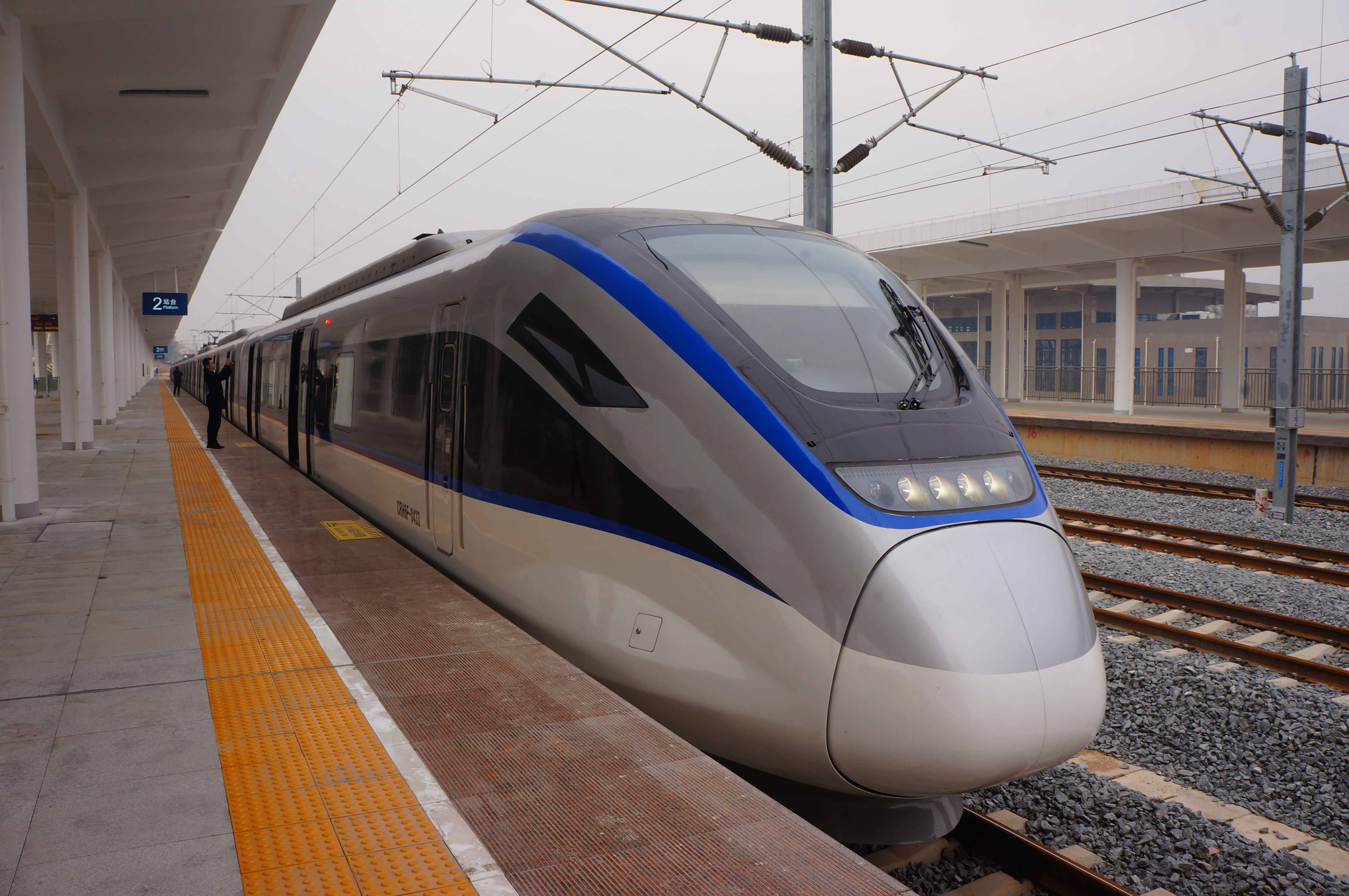
長株湘都市間鉄道（中国語版）で使用されているCRH6F
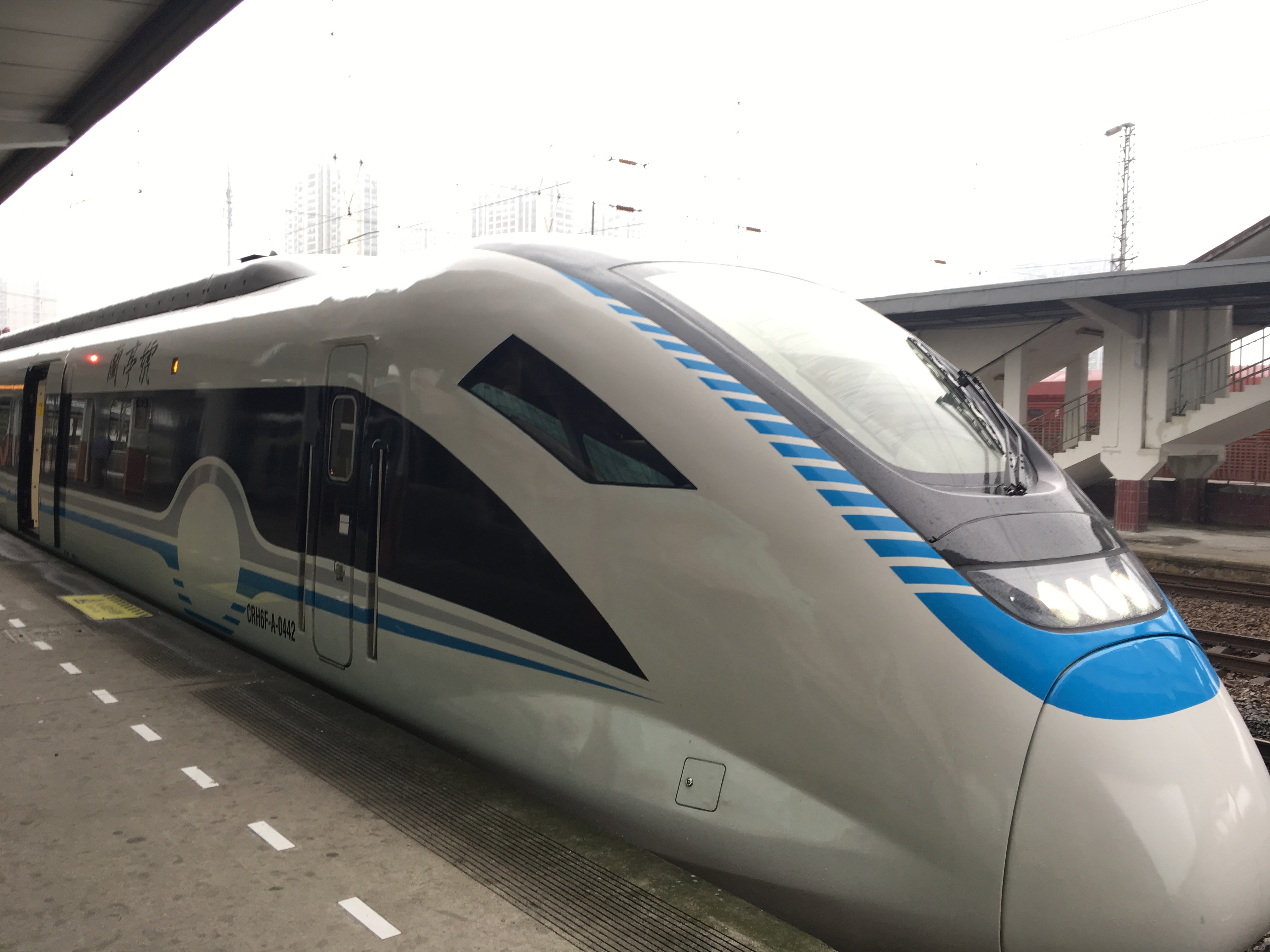
紹興観光新交通（中国語版）に導入されたCRH6F-A
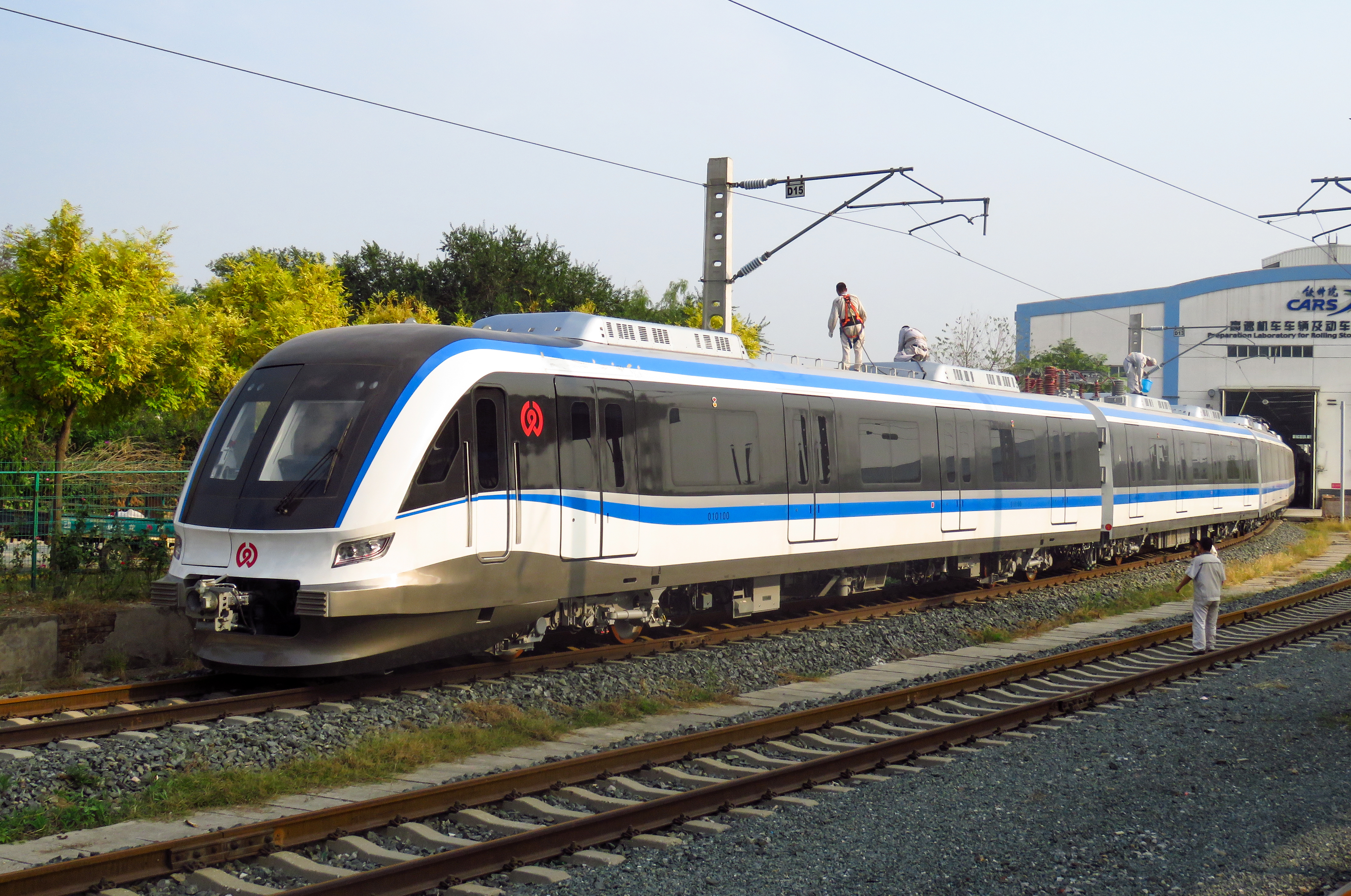
温州軌道交通S1号線向けに製造されたCRH6S

## 発展形式
- 北京地下鉄大興機場線用電車 - CRH6F型を基に開発された8両編成の列車。空港からの利用客に併せ手荷物専用車が設定されている他、自動運転に対応している[7][8]。